# Enclavi turche cipriote
     Greek Cypriots
     Enclavi tuche cipriote
     Basi militari britanniche

Mappa etnica di Cipro nel 1973
Greek Cypriots
Enclavi tuche cipriote
Basi militari britanniche

Le enclavi turco-cipriote furono le enclavi abitate da turco-ciprioti a partire dal periodo di violenti scontri intercomunitari del 1963-1964 fino all'invasione turca di Cipro del 1974.

## Eventi legati alla creazione delle enclavi
Nel dicembre 1963 il presidente della Repubblica di Cipro, l'arcivescovo Makarios, citando le tattiche turco-cipriote volte a ostacolare il normale funzionamento del governo, propose diversi emendamenti alla costituzione postcoloniale del 1960. Ciò scatenò una crisi tra la maggioranza greco-cipriota e quella turco-cipriota di minoranza, che pose fine la rappresentanza turco-cipriota nel governo. La natura di questo evento è controversa. I greco-ciprioti affermano che i turco-ciprioti si siano ritirati volontariamente dalle istituzioni della Repubblica di Cipro, mentre la narrativa turco-cipriota sostiene che i turco-ciprioti siano stati esclusi con la forza.
Dopo il rifiuto degli emendamenti costituzionali da parte della comunità turco-cipriota, la situazione degenerò in una violenza intercomunale su tutta l'isola. Da 103 a 109 villaggi turco-ciprioti o misti furono attaccati e 25.000-30.000 turco-ciprioti divennero rifugiati. Secondo i documenti ufficiali, furono uccisi 364 turco-ciprioti e 174 greco-ciprioti. Di conseguenza, i turco-ciprioti iniziarono a vivere nelle enclavi; la struttura repubblicana fu modificata unilateralmente da Makarios e Nicosia venne divisa dalla Linea Verde, con il dispiegamento delle truppe dell'UNFICYP.

## Situazione nelle enclavi
Le enclavi erano sparse in tutta l'isola ma erano prive di molte necessità. Le restrizioni sulle enclavi iniziarono ad essere allentate dopo il 1967 e molti turco-ciprioti iniziarono a tornare nei villaggi che avevano lasciato nel 1963.

### Divieto sulle merci
La Repubblica di Cipro, gestita dai greco-ciprioti, vietò il possesso di alcuni articoli da parte dei turco-ciprioti e l'ingresso di questi nelle enclavi. Le restrizioni miravano non solo a limitare le attività militari dei turco-ciprioti, ma anche a impedire il loro ritorno alla normalità economica. Tutti i tipi di combustibili, compreso il cherosene, furono inizialmente proibiti, ma tale divieto fu revocato nell'ottobre 1964. Il divieto su benzina e gasolio rimase in vigore fino a quel momento e ostacolò la fornitura di cibo alle enclavi. Il divieto dei materiali da costruzione impediva il restauro delle case danneggiate dai combattimenti con l'avvicinarsi dell'inverno e il divieto di indumenti di lana influì sulla fornitura di vestiario ai turco-ciprioti, mettendo in particolare gli sfollati in una situazione preoccupante. La restrizione sui materiali delle tende bloccò ulteriormente la costruzione di alloggi temporanei per gli sfollati.

### Restrizioni di viaggio
In questo periodo la libertà di movimento dei turco-ciprioti era limitata La polizia greco-cipriota effettuo' ciò che il Segretario generale dell'Onu definì "controlli e perquisizioni eccessivi e ostacoli apparentemente inutili", che instillarono paura nei turco-ciprioti che dovevano viaggiare. I turco-ciprioti subirono le vessazioni di ufficiali nazionalisti greco-ciprioti nei punti di controllo, negli aeroporti e negli uffici governativi. Il Segretario generale prese anche atto delle sue preoccupazioni per gli arresti e detenzioni arbitrari. La polizia greco-cipriota impose restrizioni ai viaggi turco-ciprioti fuori dall'enclave di Nicosia Nord. Inizialmente, il movimento dei turco-ciprioti dentro e fuori Lefka non era affatto consentito, e la restrizione fu allentata nell'ottobre 1964 per consentire loro di viaggiare verso est, ma non verso ovest verso Limnitis. Anche i medici turco-ciprioti non erano autorizzati a viaggiare liberamente per svolgere la loro professione, e i greco-ciprioti insistevano perché fossero perquisiti.

### Situazione economica
Il periodo 1963-1974 vide aumentare le disparità economiche tra le due comunità. Mentre l'economia greco-cipriota beneficiò del fiorente settore del turismo e della finanza, i turco-ciprioti divennero sempre più poveri e la disoccupazione aumentò. Le enclavi furono messe sotto embargo economico dall'amministrazione greco-cipriota della Repubblica di Cipro, e il commercio tra le comunità fu bloccato. A causa delle limitazioni di viaggio, un gran numero di turco-ciprioti dovette lasciare i lavori precedenti. I rifugiati, nel frattempo, erano stati sradicati dalle loro vecchie fonti di reddito. Il periodo vide così l'inizio degli aiuti da parte del governo turco, poiché nel 1968 la Turchia aveva iniziato a dare circa £ 8.000.000 all'anno ai turco-ciprioti.

## Elenco delle enclavi turco-cipriote
- Kokkina (Erenköy)
- Limnitis (Yeşilırmak)
- Lefka (Lefke)
- Lefkosia-Agyrta (Lefkoşa-Ağırdağ)
- Tsatos (Tziaos/Serdarlı)
- Galinoporni (Kuruova)
- Kophinou (Gecitkale)
- Lurucina (Akincilar)
- Angolemi (Gaziveren)
- Pergamo (Beyarmudu)

Enclavi minori all'interno delle principali città:
- Pafos (Mouttalos/Kasaba)
- Larnaka (Iskele)
- Famagosta (Mağusa / Suriçi)